# 곱게 키웠더니, 짐승
《곱게 키웠더니, 짐승》은 이른꽃 작가가 네이버 웹툰에 연재하는 웹툰이다.

## 줄거리
한 여관에서 학대 당하던 블론디나 륜 아테스는 어머니의 유품인 반지를 팔러 나왔으나, 그 반지가 황제의 반지였음을 알게 되고 자신이 숨겨진 황제의 딸이라는 것도 알게 된다. 어느 날 풀숲에서 찾은 악명 높은 흑표범 신수 에이몬 아킨과 친구가 되며 일어나는 일을 담은 웹툰이다.

## 등장인물
- 블론디나 륜 아테스: 어릴 땐 여관 주인에게 학대를 당하였지만, 아버지인 황제를 만난 후 황녀가 됐다. 금발에 금안인 어머니 릴리와 갈수록 닮아가고 있다. 흑표범 신수 에이몬과 어머니 릴리에게는 '브리디'로 불리곤 하며, 흑표범 신수인 에이몬을 좋아한다.

- 에이몬 아킨 : 흑표범 신수. 성체식을 치러 수장이 되었다. 블론디나 륜 아테스를 좋아하며, 블론디나 륜 아테스를 학대 했던 여관 주인을 죽였다. 블론디나 륜 아테스를 '브리디'라고 부른다.

- 라르트 륜 아테스 : 블론디나 륜 아테스의 이복 동생. 초반에는 블론디나 륜 아테스를 미워했지만, 블론디나 륜 아테스의 가까운 시녀 루시 헤리브를 좋아해 현재 블론디나 륜 아테스를 돕고있다.

- 아델라이 륜 아테스 : 블론디나 륜 아테스와 신수를 싫어한다. 신수를 다룰 수 있는 힘을 가지고 여황제가 되기 위해서 최초의 신의 후예인 바라한의 후손을 찾고 있다. 바라한의 후예를 찾은 뒤 악행을 일삼고 있다.

- 루시 헤리브 : 블론디나 륜 아테스의 친구이자 하녀. 망한 헤리브 가의 딸이며, 블론디나 륜 아테스의 이복 동생 라르트가 좋아한다.

- 릴리 : 블론디나 륜 아테스의 어머니. 금발에 금안. 황제의 사랑을 받아 블론디나 륜 아테스를 임신했다.

- 여관 주인: 블론디나 륜 아테스에게 학대를 했던 사람이다. 현재는 에이몬에게 죽임을 당했다.